# CARE International
A CARE (Cooperative for Assistance and Relief Everywhere, anteriormente Cooperative for American Remittances to Europe) é uma agência humanitária internacional que oferece ajuda emergencial e projetos de desenvolvimento internacional. Fundada em 1945, a CARE é uma organização não sectária, imparcial e não governamental. É uma das maiores e mais antigas organizações de ajuda humanitária focada no combate à pobreza global. Em 2022, a CARE relatou ter trabalhado em 111 países, apoiando 1,631 projetos de combate à pobreza e projetos de ajuda humanitária, e atingindo mais de 174 milhões de pessoas diretamente e 205 milhões de pessoas indiretamente.
Os programas da CARE em países em desenvolvimento abordam uma ampla gama de questões, incluindo resposta a emergências, segurança alimentar, água e saneamento, desenvolvimento econômico, mudança climática, agricultura, educação e saúde. A CARE também defende, em nível local, nacional e internacional, mudanças nas políticas públicas e os direitos das pessoas pobres. Em cada uma dessas áreas, a CARE se concentra em capacitar e atender às necessidades de mulheres e meninas e promover a igualdade de gênero.

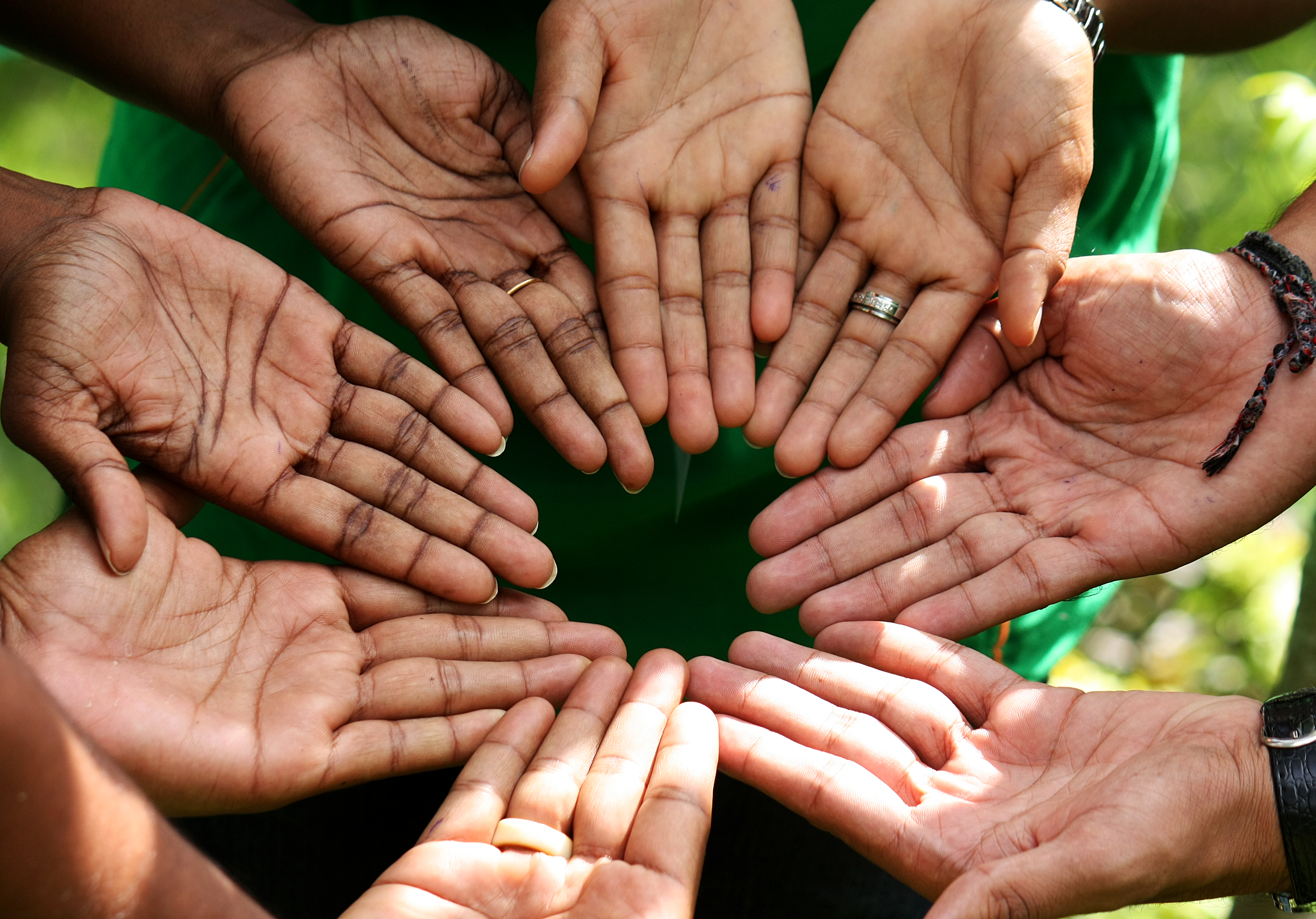
Equipe do Sri Lanka juntando suas mãos para parecer com a logotipo da CARE.